# Mogrus macrocephalus
Mogrus macrocephalus là một loài nhện trong họ Salticidae.
Loài này thuộc chi Mogrus. Mogrus macrocephalus được George Newbold Lawrence miêu tả năm 1927.